# M15/42
M15/42  (итал. Carro armato M15/42) — итальянский средний танк времён Второй мировой войны. Создан как более совершенная модель танка M14/41. Принимал ограниченное участие в боевых действиях в 1943—1945 годах.

## История
Являлся дальнейшим развитием танка M14/41, который, в свою очередь, являлся развитием танка М13/40. Ограниченная ресурсами и возможностями итальянская военная промышленность не была способна ни освоить в производстве новые модели танков, ни даже существенно совершенствовать выпускаемые. Всё, что оставалось, это незначительно модернизировать выпускавшиеся. Учитывая недостатки прежних моделей, в 1942 году были начаты работы по их возможной модернизации. 
Обновленный танк получил более мощный, хотя уже и бензиновый двигатель (190 л. с.), в связи с начавшимся дефицитом дизельного топлива, в связи с чем была изменена крыша моторного отсека. Танк имел клёпаный корпус с бронёй толщиной 14—42 мм, толщина лобовой брони башни составляла 45 мм. В передней части корпуса слева располагался механик-водитель, справа от него — стрелок-радист с двумя спаренными 8-мм пулемётами «Бреда» модель 38. Башня с 47-мм пушкой L/40 (угол возвышения от −10 до +20°, длина ствола 40 калибров) находилась в средней части корпуса и при помощи электрического механизма могла вращаться на 360 градусов. С пушкой был спарен 8-мм пулемёт «Бреда» модель 38, такой же пулемёт был установлен на крыше башни для стрельбы по воздушным целям. Орудие L40 (оно же Mod.47/40) c длинной ствола 40 калибров, являлось усовершенствованным вариантом орудия Mod.47/32.
По сравнению с предыдущими модификациями боковой люк для экипажа был перенесён с левой стенки корпуса в правый. В ходе производства на часть выпущенных танков устанавливались дополнительные 12-мм броневые листы на лобовую часть корпуса и башни.
Прототип танка был готов уже в 1941 году. В 1942 сдали 104 и 115 — до августа 1943 года.
На базе танка продолжали выпускаться самоходки Semovente da 75/18, неплохо зарекомендовавшие себя, прежде всего огневой мощью, а так же обновлённые Semovente da 75/34 с орудием калибра 75-мм, но с более длинным стволом 34-го калибра.
По вооружению и защищённости данный танк примерно соответствовал немецкому среднему танку Pz.III ausf H, выпускавшемуся в 1940—1941 годах.

## Боевое применение

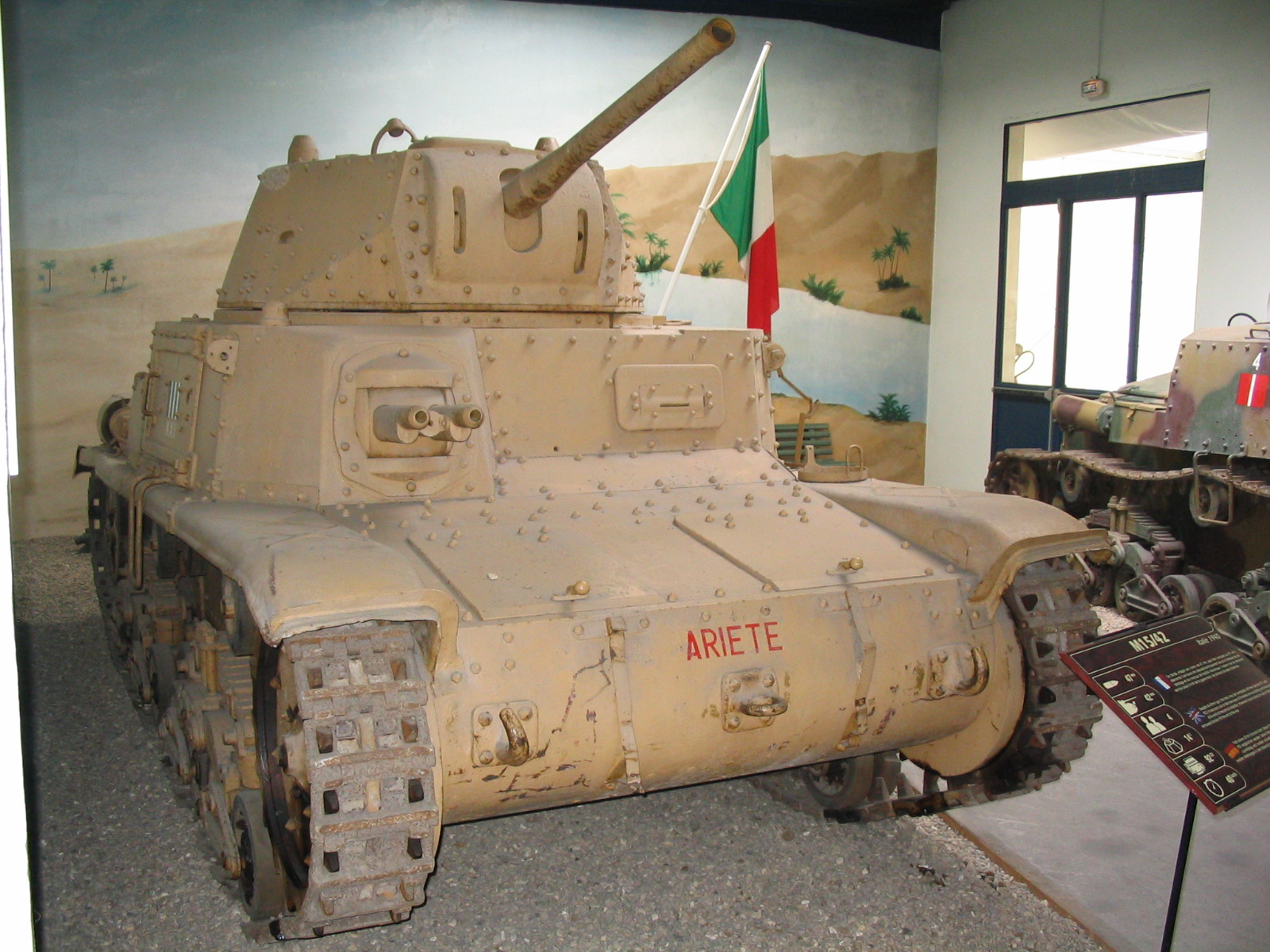

Производство танка было начато в 1942 году, однако все машины оставались исключительно в метрополии. Использовался итальянцами в обороне против союзников, высадившихся в Италии в июле 1943 года. После капитуляции Италии в сентябре того же года, 152 этих танка досталось немцам, оккупировавшим Италию. После образования прогерманской Итальянской Социальной Республики в 1944 году было построено 28 этих танков. У немцев этот танк получил собственное обозначение Panzerkampfwagen M15/42 738(i).
На немецкой службе танки использовались в составе трёх отдельных танковых батальонов на Апеннинах и с апреля 1944 года в 22-й дивизии СС «Мария Терезия». Также небольшая часть танков была отправлена в 8-ю дивизию СС, которая обороняла Будапешт.

## Машины на базе М15/42
- M15 Contraereo - самоходная зенитная установка с башней без крыши, на которой устанавливалась спарка 20-мм автоматических орудий. Серийно не строилась.

### Carro Armato M15/42 Centro Radio
Командирская модификация для танковых частей. Имела две радиостанции. Отличались отсутствием спарки курсовых пулеметов Breda 38 и наличием двух штыревых антенн. Выпущено 26 экземпляров.

### Caro Commando M42
Командирская модификация для частей Semovente da 75 без башни и с дополнительным радиооборудованием. Вооружение состояло из 13,2-мм пулемета Breda Model 31 в лобовой части рубки и 8-мм пулеметов Breda Model 38, использовавшегося в качестве зенитного. В 1943 году, до капитуляции, выпущено 45 машин, более 10 из которых стали трофеями Германии, получив обозначение Pz.Bef.Wg. M42 772(i). Под ее контролем в 1944 году собрали 39 танков и еще 5 в 1945.

### Semovente da 75/18
Легкая по массе самоходно-артиллерийская установка, вооруженная 75-мм пушкой Obice da 75/18 в полностью бронированной рубке. Версия М42 строилась на шасси танка M15/42 с 1942 по 1945 годы. В 1942 году выпущено 2, в 1943, до капитуляции, 188 машин. По заказу Германии, под обозначением StuG M42 75/18 850(i) в 1944 году сдали 55 САУ. и еще 9 в 1945.

### Semovente da 75/34
Штурмовое орудие на шасси M15/42, вооружённое 75-мм пушкой Model 75/34 в полностью бронированной рубке. Создано по образцу немецких StuG III. Прототип появился в 1942 году, в 1943, до капитуляции, выпущено 60 единиц. Под немецким контролем в 1944 году произвели 10 САУ и 13 — в 1945.

### Semovente da 105/25
Крупнокалиберное самоходное орудие, вооружённое 105-мм пушкой L/25 в полностью бронированной рубке. Создано в 1942 году, первый прототип на базе среднего танка P26/40. С 1943 года шасси танков M15/42. Строились в 1943-1944 годах. В 1943 году, до капитуляции, выпущено 30 единиц. По заказу немцев в 1943 году выпустили 8 установок и 79 сдали в 1944.

## Страны-эксплуатанты
- Италия - первый танк был построен в 1942 году, в мае 1942 этот танк передали в итальянские войска в Северной Африке, однако основная часть танков этого типа использовалась в составе сформированной в апреле-мае 1943 года 135-й танковой дивизии «Ариете II». После выхода Италии из войны и начала немецкой оккупации страны танки непродолжительное время использовались в боях против немцев[1]
- Нацистская Германия - после выхода Италии из войны в сентябре 1943 года, в распоряжение немецких войск (разоруживших капитулировавшие итальянские части) поступило полторы сотни танков этого типа, которые были приняты на вооружение под наименованием PzKpfw M15/42 738(i). В феврале 1944 года началась поставка 67 танков M15/42 в танковый батальон Panzer Abteilung 202 в Югославии, в марте 1944 года 43 танка передали в танковый батальон Panzer Abteilung z.b.V. 12 в Югославии. В декабре 1944 года на вооружении немецких войск в Италии оставалось 5 танков M15/42, на вооружении немецких войск в Югославии - ещё 85 танков этого типа[2]. Танки использовались 21-й горной дивизией СС «Скандеберг», однако оценивались как ненадёжные.

## Галерея

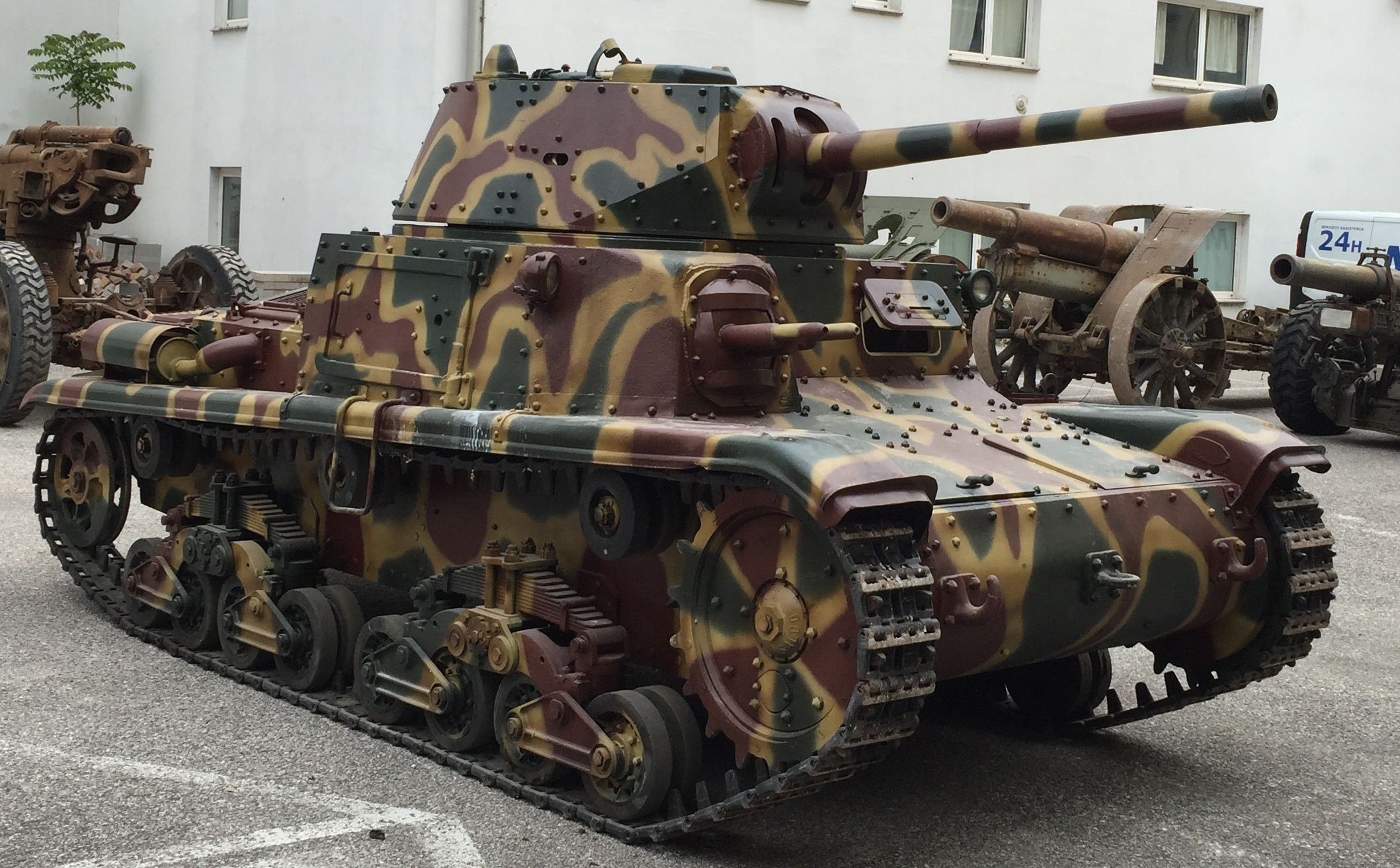
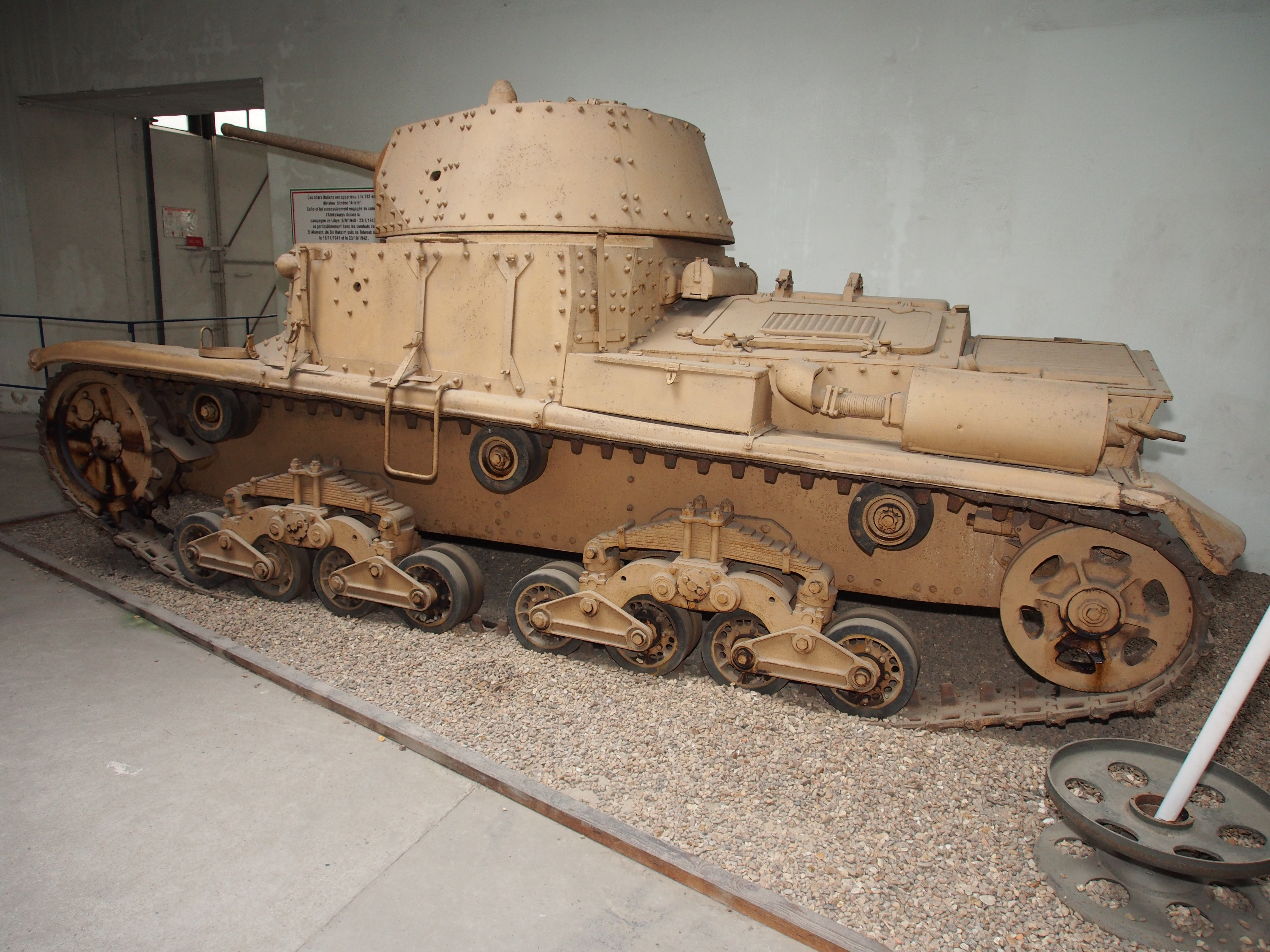
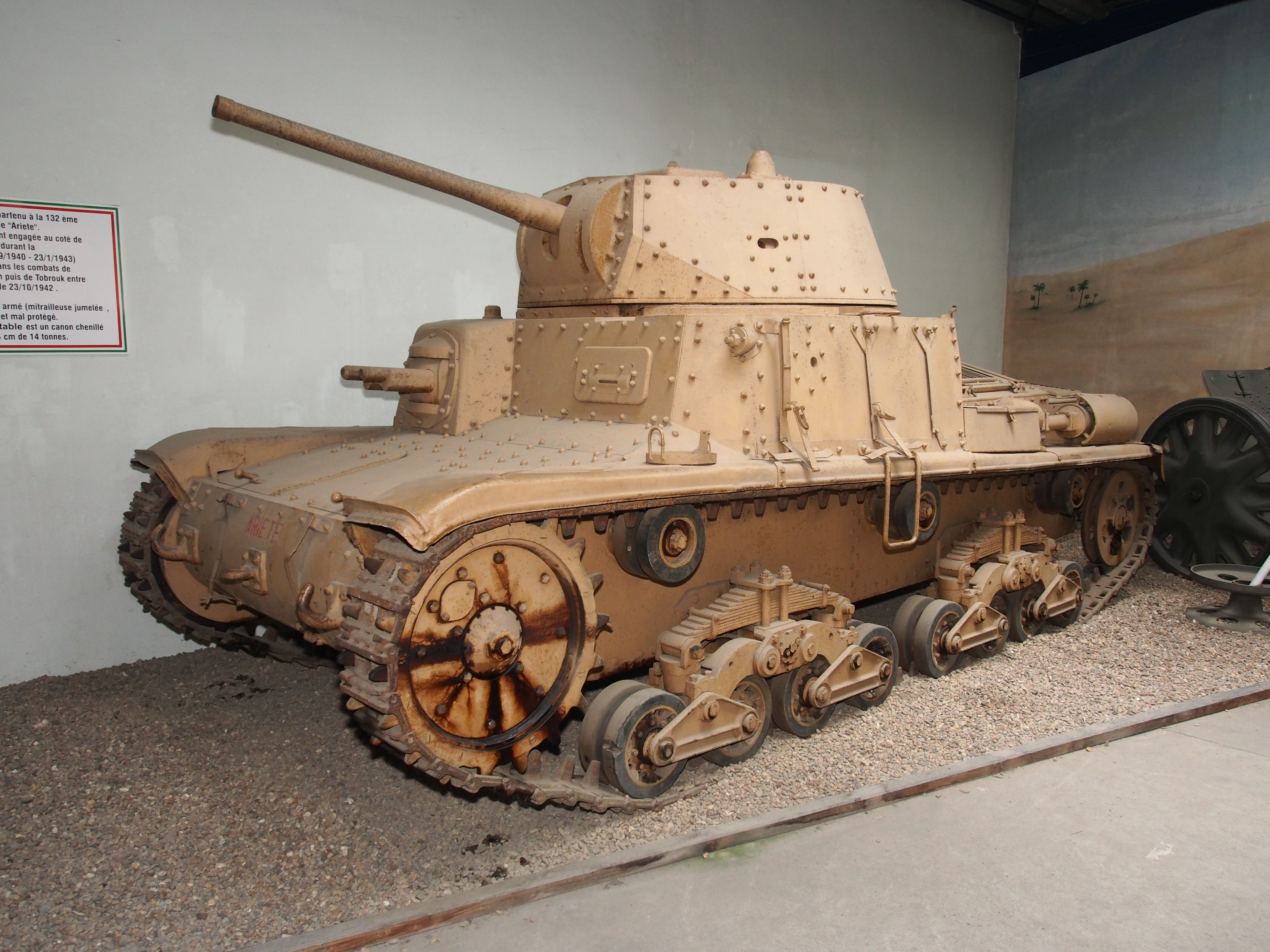